# Gare de Malling
Gare de Malling vasútállomás Franciaországban, Malling településen.

## Vasútvonalak
Az állomást az alábbi vasútvonalak érintik:
- Thionville–Trier-vasútvonal

## Kapcsolódó állomások
A vasútállomáshoz az alábbi állomások vannak a legközelebb:
- Gare de Sierck-les-Bains
- Gare de Kœnigsmacker